# Чевіот (Огайо)
Чевіот (англ. Cheviot) — місто (англ. city) в США, в окрузі Гамільтон штату Огайо. Населення — 8658 осіб (2020).

## Географія
Чевіот розташований за координатами 39°9′29″ пн. ш. 84°36′50″ зх. д. / 39.15806° пн. ш. 84.61389° зх. д. (39.157947, -84.613969).  За даними Бюро перепису населення США в 2010 році місто мало площу 3,03 км², з яких 3,02 км² — суходіл та 0,00 км² — водойми.

## Демографія
Згідно з переписом 2010 року, у місті мешкало 8375 осіб у 3779 домогосподарствах у складі 1931 родини. Густота населення становила 2768 осіб/км².  Було 4303 помешкання (1422/км²).
Расовий склад населення:
| - 89,0 % — білих - 7,3 % — чорних або афроамериканців - 0,5 % — азіатів - 0,2 % — корінних американців |

До двох чи більше рас належало 2,1 %. Частка іспаномовних становила 2,0 % від усіх жителів.
За віковим діапазоном населення розподілялося таким чином: 21,8 % — особи молодші 18 років, 64,9 % — особи у віці 18—64 років, 13,3 % — особи у віці 65 років та старші. Медіана віку мешканця становила 34,6 року. На 100 осіб жіночої статі у місті припадало 92,9 чоловіків;  на 100 жінок у віці від 18 років та старших — 90,7 чоловіків також старших 18 років.
Середній дохід на одне домашнє господарство  становив 45 181 долар США (медіана — 39 524), а середній дохід на одну сім'ю — 52 452 долари (медіана — 42 078). Медіана доходів становила 40 712 долари для чоловіків та 33 966 доларів для жінок. За межею бідності перебувало 23,6 % осіб, у тому числі 34,8 % дітей у віці до 18 років та 3,4 % осіб у віці 65 років та старших.
Цивільне працевлаштоване населення становило 3908 осіб. Основні галузі зайнятості: освіта, охорона здоров'я та соціальна допомога — 23,8 %, виробництво — 15,4 %, роздрібна торгівля — 12,6 %, мистецтво, розваги та відпочинок — 10,4 %.